# کین (کنتاکی)
کین (به انگلیسی: Keene) یک منطقهٔ مسکونی در ایالات متحده آمریکا است که در شهرستان جسامین، کنتاکی واقع شده‌است. کین ۲۷۶٫۱۵ متر بالاتر از سطح دریا واقع شده‌است.